# تكنولوجيا الأداء البشري
تكنولوجيا الأداء البشري (HPT)، المعروفة أيضًا باسم تحسين الأداء البشري (HPI)، «تستخدم مجموعة كبيرة من وسائل التدخل المستمدة من العديد من المجالات الأخرى بما في ذلك إدارة الجودة الشاملة وتحسين العمليات وعلم النفس السلوكي وتصميم النظم التعليمية والتطوير التنظيمي وإدارة الموارد البشرية» (الجمعية الدولية لتحسين الأداء "ISPI"، عام 2007).
تعد تكنولوجيا الأداء البشري أحد مجالات الدراسة الذي يتعلق بمنهجيات تحسين العملية مثل: ستة سيجما والستة سيجما للتصنيع المرن والتطوير التنظيمي والدافع والتكنولوجيا التعليمية والعوامل الإنسانية والتعلُم ونظم دعم الأداء وإدارة المعرفة والتدريب والتركيز على تحسين الأداء على المستويات الاجتماعية والتنظيمية والعملية والأداء الفردي.
وتركز تكنولوجيا الأداء البشري على تحليل المتطلبات على المستويات الاجتماعية والعملية التنظيمية والفردية بما يناسب تحديد أسباب وجود فجوات في الأداء وتوفير التدخلات الملائمة لتحسين الأداء وضمان استمراريته، وفي النهاية تقييم النتائج في مقابل المتطلبات.

## تاريخ تكنولوجيا الأداء البشري
نشأ مجال تكنولوجيا الأداء البشري والذي يُشار إليه كذلك بمصطلح «تحسين الأداء» عن مجاليّ التكنولوجيا التربوية والتكنولوجيا التعليمية في خمسينيات وستينيات القرن العشرين، وفي فترة ما بعد الحرب لم يؤتِ استخدام تصميم النظم التعليمية (ISD) باستمرار التحسينات المرجوة للأداء التنظيمي. ولقد أدى ذلك إلى ظهور تكنولوجيا الأداء البشري كمجال منفصل عن تصميم النظم التعليمية في أواخر ستينيات وسبعينيات القرن العشرين عندما تغير اسم الجمعية الوطنية للتعليم المبرمج إلى الجمعية الدولية للأداء والتعليم (NSPI) ثم تغير مرة أخرى ليصبح في عام 1995 الجمعية الدولية لتحسين الأداء (ISPI)، (تشيونغ، 2008) وتطورت تكنولوجيا الأداء البشري كنهج نظامي ومنهجي لمعالجة الأنواع المعقدة من مشكلات الأداء والمساعدة في التشخيص السليم وتنفيذ الحلول لسد ثغرات الأداء بين الأفراد.
ويمكن تتبع أصول تكنولوجيا الأداء البشري منذ عمل توماس جيلبرت وجيري روملر وكارين بريثور وروجر كوفان، وبوب ماجرودونالد توستي ولويد هومي وجو هارليس، وكانوا جميعًا (جلبرت وروملر على وجه الخصوص) رواد هذا المجال، وسوف يكشف أي تحقيق جدي للاقتباسات السابقة أو اللاحقة لأعمال جلبرت وروملر التسلسل الأكاديمي والقادة المحترفين في هذا المجال.
ويعمل المتخصصون في تكنولوجيا الأداء البشري في الكثير من إعدادات الأداء المختلفة مثل الشركات والمؤسسات التربوية والجيش (بولين، 2007).

## تعريفات المجال
تعرف الجمعية الدولية لتحسين الأداء تكنولوجيا الأداء البشري على أنها:
"منهج منتظم لتحسين الإنتاجية والكفاءة يستخدم مجموعة من الأساليب والإجراءات - وإستراتيجية لحل المشكلات - ولتحقيق الفرص المتعلقة بأداء الأفراد، وهي بالتحديد عملية اختيار وتحليل وتصميم وتطوير وتنفيذ وتقييم البرامج من حيث السلوك البشري والإنجاز الأكبر تأثيرًا على فعالية التكلفة. كما أنها مزيج منهجي من ثلاث عمليات أساسية هي: تحليل الأداء وتحليل الأسباب، كما يمكن تطبيقها على الأفراد والمجموعات الصغيرة والمنظمات الكبيرة (الجمعية الدولية لتحسين الأداء، 2012).
وهناك تعريف أبسط لتكنولوجيا الأداء البشري هي أنها نهج منظم لتحسين الأداء الفردي والمؤسسي (بيرشينغ، 2006).
كما عرفها الباحث المطيلق بأنها"طريقة تعامل المدير مشكلات العمل المؤسسي بصورة منظمة، وقيامه بتحليل أداء المؤسسة، وأداء العاملين فيها، وأن يبحث عن فرص التطوير والتحسين من خلال دراسة الوضع الحالي ومقارنته بالمأمول. وزيادة الإنتاجية باستخدام الوسائل الفعالة، واستثمار المصادر والتقنيات الحديثة.
من المفاهيم الشائعة الخاطئة لكلمة تكنولوجيا هي ارتباطها بتكنولوجيا المعلومات، وتشير كلمة التكنولوجيا في تكنولوجيا الأداء البشري إلى الجوانب المتخصصة في مجال الأداء البشري. ويقصد بالتكنولوجيا: تطبيق المعرفة العلمية لأغراض عملية خاصة الصناعة، وهي فرع من المعرفة تتناول الهندسة أو العلوم التطبيقية.
ووضعت الجمعية الدولية لتحسين الأداء مسردًا للمصطلحات المتعلقة بتكنولوجيا الأداء البشري.

## خصائص تكنولوجيا الأداء البشري
- تقوم تكنولوجيا الأداء البشري على افتراض أن الأداء البشري أمر مشروع ورسم مبادئ العديد من المجالات بما في ذلك علم النفس ونظرية النظم وإدارة الأعمال الهندسية والتجارية (تشيونغ، 2008).
- تكنولوجيا الأداء البشري هي مجال تجريبي يستخدم الملاحظات والتجارب في معرفة عملية اتخاذ القرار (تشيونغ، 2008).
- تركز تكنولوجيا الأداء البشري على النتائج مما يؤدي إلى تحقيق تغييرات في الأداء قابلة للقياس وفعالة من حيث التكلفة (تشيونغ، 2008).
- تكنولوجيا الأداء البشري هي مواقف تفاعلية واستباقية تتضمن الأداء البشري من أجل:

- الحد من أو التخلص من العقبات التي تقف في وجه تحقيق الأداء المطلوب (رد فعل);
- منع وجود المعوقات التي تحول دون الأداء (استباقي);
- تحسين نوعية الأداء الحالي (رد فعل واستباقي) (تشيونغ، 2008).

- تستخدم تكنولوجيا الأداء البشري مناهج منتظمة ونظامية لحل مشكلات الأداء (تشيونغ، 2008).
- تستخدم تكنولوجيا الأداء البشري التدخلات المختلفة (مثل نظام التصنيع المرن وستة سيجما المذكورة أعلاه) والتي ستساعد في تحقيق الأهداف المرغوبة (ستولوفيتش وكيبس، 1999).

## نموذج تكنولوجيا الأداء البشري
يتوفر نموذج تكنولوجيا الأداء البشري الآن للاطلاع عليه في الموقع الإلكتروني الخاص بـ الجمعية الدولية لتحسين الأداء.

## معايير الممارسة
وضعت الجمعية الدولية لتحسين الأداء سلسلة من المعايير ضمن جهودها لرفع جودة ممارسات تكنولوجيا الأداء الإنساني:
- التركيز على النتائج
- إلقاء نظرة على النظم
- إضافة قيمة
- الاستفادة من الشراكات
- تقييم منهجي للطلب والفرصة
- تحليل السبب المنهجي
- التحليل المنهجي
- التطوير المنهجي
- التنفيذ المنهجي
- التقييم المنهجي

## كتابات أخرى
- الجمعية الدولية لتحسين الأداء
- تمهيد لتكنولوجيا الأداء الإنساني (HPT)